# NGC 5680
NGC 5680 је елиптична галаксија у сазвежђу Девица која се налази на NGC листи објеката дубоког неба.
Деклинација објекта је - 0° 0' 48" а ректасцензија 14h 35m 44,6s. Привидна величина (магнитуда) објекта NGC 5680 износи 14,1 а фотографска магнитуда 15,1. NGC 5680 је још познат и под ознакама CGCG 19-68, PGC 52173.